# ブレア・スピタル
ブレア・スピタル（Blair Spittal, 1995年12月19日 - ）は、スコットランド・アースキン出身のサッカー選手。ハート・オブ・ミドロシアンFC所属。ポジションはMF。

## 経歴
2012年11月17日にクイーンズ・パーク・レンジャーズFC所属時にプロデビュー。
2017年1月15日、パーティック・シッスルFCと2年契約を結んだ。
2019年6月4日、ロス・カウンティFCと2年契約を結んだ。
2020年10月7日、パーティック・シッスルに翌年1月まで期限付き移籍。
2022年5月27日、マザーウェルFCと2年契約を結んだ。